# British Home Championship 1889
Navigation
Édition précédente Édition suivante
Le British Home Championship 1889 est la 6e saison du British Home Championship, la compétition de football regroupant les nations constitutives du Royaume-Uni, l'Angleterre, l'Écosse, l'Irlande et le pays de Galles.

## Organisation
Chaque équipe rencontre les trois autres. Les matchs sont disputés dans le stade choisi par la nation qui s'est déplacée lors de leur dernière opposition. Une victoire fait gagner deux points, un match nul, un.

## Compétition

### Classement
| Rang | Équipe         | Pts | J | G | N | P | Bp | Bc | Diff |
| ---- | -------------- | --- | - | - | - | - | -- | -- | ---- |
| 1    | Écosse         | 5   | 3 | 2 | 1 | 0 | 10 | 2  | +8   |
| 2    | Angleterre     | 4   | 3 | 2 | 0 | 1 | 12 | 5  | +7   |
| 3    | Pays de Galles | 3   | 3 | 1 | 1 | 1 | 4  | 5  | -1   |
| 4    | Irlande        | 0   | 3 | 0 | 0 | 3 | 2  | 16 | -14  |

## Résultats
| 23 février 1889, Stoke-on-Trent | Angleterre     | 4 - 1 | Pays de Galles |
| 2 mars 1889, Liverpool          | Angleterre     | 6 - 1 | Irlande        |
| 9 mars 1889, Glasgow            | Écosse         | 7 - 0 | Irlande        |
| 13 avril 1889, Londres          | Angleterre     | 2 - 3 | Écosse         |
| 15 avril 1889, Wrexham          | Pays de Galles | 0 - 0 | Écosse         |
| 27 avril 1889, Belfast          | Irlande        | 1 - 3 | Pays de Galles |

### Matchs
| 23 février 1889 | Angleterre                                                       | 4 - 1 | Pays de Galles    | Victoria Ground, Stoke-on-Trent |  |
|                 | Johnny Goodall · Fred Dewhurst · Jack Southworth · Billy Bassett |       | William Owen (en) |                                 |  |